# Baie d'Albemarle
La baie d'Albemarle est un immense estuaire des côtes de Caroline du Nord aux États-Unis, situé à la confluence de plusieurs fleuves, parmi lesquelles le Chowan et le Roanoke. Elle est séparée de l’océan Atlantique par les Outer Banks, un cordon littoral formé d'un chapelet d'îles, et dont le chef lieu est Kitty Hawk à l'extrémité est de la baie. L’île Roanoke ferme le sud-est de la baie, et assure la jonction avec la baie de Pamlico. L'essentiel de l'eau de la baie d’Albemarle, qui vient des fleuves qui s'y déversent, est saumâtre ou douce, contrairement aux eaux de l’océan.
On distingue parfois plusieurs baies mineures dans la baie d’Albemarle : la baie de Croatan, par exemple, sépare le comté de Dare continental de l’île Roanoke. Le rivage oriental de l'île jusqu'aux Outer Banks est souvent désigné comme la baie de Roanoke. Le long bras de rivière séparant la frontière de l'État de Virginie et entourant la frontière sud du comté de Currituck s'appelle la baie de Currituck.
Cette baie forme une partie de la voie navigable américaine appelée Intracoastal Waterway. C'est le long de ces côtes que les prémices de ce qui allait devenir l'État de Caroline du Nord, la colonie d'Albemarle, vit le jour. 

## Histoire
Avant l’arrivée des Européens, les Algonquins peuplaient la baie. Ils traversaient la lagune dans des barques monoxyles, et piégeaient le poisson.
En 1586 les premiers explorateurs européens remontèrent le rivage de la baie sur 80 km. Cinquante ans plus tard, de nouveau colons revinrent s’y établir venant de Virginie : ils aménagèrent les terres littorales pour l’agriculture et le commerce. La baie d’Albemarle devint bientôt un comptoir très actif, desservi par de petits caboteurs pour les échanges avec les colonies voisines, et par des vaisseaux hauturiers pour le commerce avec les Antilles ; on vendait du tabac, du hareng et du bois de charpente contre des épices, des tissus et du sucre de canne.

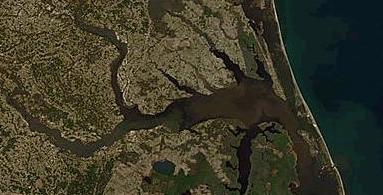
Baie d'Albemarle.

Les ferry-boats furent depuis cette époque le principal moyen de locomotion à travers les marais de la baie. Le ferry qui reliait les villes d’Edenton et de Mackeys resta en service de 1734 à 1938, année où l’on construisit un pont suspendu. Un nouveau pont, long de près de 5 km fut reconstruit à la place en 1990.
La pêche était une activité essentielle de la baie d'Albemarle. Vers la fin du printemps, les fermiers partaient pour la pêche à l’alose, au bar rayé et au hareng. Ils utilisaient d'énormes filets, longs parfois de 1 500 m, et retournés 24 heures par jour. Le hareng était découpé et mis en saumure pour être exporté vers l’Europe, tandis que l’alose était entreposée dans de la glace et expédiée via la Chowan vers les colonies de l’hinterland de Caroline. Les compétitions de pêche au bar rayé attiraient les meilleurs pêcheurs dans la région, et on considérait la baie comme l’une des régions les plus riches en bar au monde.
La surpêche a entraîné la fermeture de 70 % des pêcheries de la baie depuis les années 1980.